# Hypotrachyna cerradensis
Hypotrachyna cerradensis är en lavart som beskrevs av Sipman, Elix, & T.H. Nash. Hypotrachyna cerradensis ingår i släktet Hypotrachyna och familjen Parmeliaceae.   Inga underarter finns listade i Catalogue of Life.